# Оппело (Арканзас)
Оппело (англ. Oppelo) — місто (англ. city) в США, в окрузі Конвей штату Арканзас. Населення — 737 осіб (2020).

## Географія
Оппело розташоване на висоті 103 метра над рівнем моря за координатами 35°6′2″ пн. ш. 92°46′25″ зх. д. / 35.10056° пн. ш. 92.77361° зх. д. (35.100558, -92.773566).  За даними Бюро перепису населення США в 2010 році місто мало площу 6,51 км², з яких 6,38 км² — суходіл та 0,13 км² — водойми.

## Демографія
Згідно з переписом 2010 року, у місті мешкала 781 особа в 282 домогосподарствах у складі 214 родин. Густота населення становила 120 осіб/км².  Було 310 помешкань (48/км²). 
Расовий склад населення:
| - 96,0 % — білих - 1,2 % — корінних американців - 0,6 % — чорних або афроамериканців - 0,3 % — азіатів - 0,1 % — вихідців з тихоокеанських островів |

До двох чи більше рас належало 1,2 %. Іспаномовні складали 3,7 % від усіх жителів.
За віковим діапазоном населення розподілялося таким чином: 30,6 % — особи молодші 18 років, 57,9 % — особи у віці 18—64 років, 11,5 % — особи у віці 65 років та старші. Медіана віку мешканця становила 34,2 року. На 100 осіб жіночої статі у місті припадало 105,0 чоловіків;  на 100 жінок у віці від 18 років та старших — 98,5 чоловіків також старших 18 років.
Середній дохід на одне домашнє господарство  становив 48 820 доларів США (медіана — 42 500), а середній дохід на одну сім'ю — 55 664 долари (медіана — 48 393). Медіана доходів становила 34 464 долари для чоловіків та 24 583 долари для жінок. За межею бідності перебувало 17,1 % осіб, у тому числі 27,8 % дітей у віці до 18 років та 14,4 % осіб у віці 65 років та старших.
Цивільне працевлаштоване населення становило 337 осіб. Основні галузі зайнятості: виробництво — 22,3 %, транспорт — 14,5 %, освіта, охорона здоров'я та соціальна допомога — 12,2 %, роздрібна торгівля — 11,3 %.
За даними перепису населення 2000 року в Оппело проживало 725 осіб, 204 родини, налічувалося 258 домашніх господарств і 285 житлових будинків. Середня густота населення становила близько 111,5 осіб на один квадратний кілометр. Расовий склад Оппело за даними перепису розподілився таким чином: 98,76 % білих, 0,14 % — чорних або афроамериканців, 0,28 % — представників змішаних рас, 0,83 % — інших народів. Іспаномовні склали 2,48 % від усіх жителів міста.
З 258 домашніх господарств в 41,1 % — виховували дітей віком до 18 років, 67,8 % представляли собою подружні пари, які спільно проживали, в 7,4 % сімей жінки проживали без чоловіків, 20,9 % не мали сімей. 16,7 % від загального числа сімей на момент перепису жили самостійно, при цьому 7,0 % склали самотні літні люди у віці 65 років та старше. Середній розмір домашнього господарства склав 2,81 особи, а середній розмір родини — 3,17 особи.
Населення міста за віковою діапазону за даними перепису 2000 року розподілилося таким чином: 28,4 % — жителі молодше 18 років, 9,5 % — між 18 і 24 роками, 28,8 % — від 25 до 44 років, 20,6 % — від 45 до 64 років і 12,7 % — у віці 65 років та старше. Середній вік мешканця склав 32 роки. На кожні 100 жінок в Оппело припадало 103,7 чоловіків, у віці від 18 років та старше — 98,1 чоловіків також старше 18 років.
Середній дохід на одне домашнє господарство в місті склав 32 202 долара США, а середній дохід на одну сім'ю — 41 667 доларів. При цьому чоловіки мали середній дохід в 32 083 долара США на рік проти 19 167 доларів середньорічного доходу у жінок. Дохід на душу населення в місті склав 18 674 долари на рік. 10,1 % від усього числа сімей в населеному пункті і 13,2 % від усієї чисельності населення перебувало на момент перепису населення за межею бідності, при цьому 19,1 % з них були молодші 18 років і 9,8 % — у віці 65 років та старше.